# Равна гора (област Хасково)
Вижте пояснителната страница за други значения на Равна гора.
Равна гора е село в Южна България. То се намира в община Свиленград, област Хасково. До 1934 година името на селото е Евджилер.

## География
Село Равна гора се намира в планински район.

## История
Непосредствено след Балканските войни през 1912 – 1913 г. турското село Евждилер'и, където са се заселили българи от Възгаш и Ахъркьой, е преименувано на Равна гора. Вероятно заради равната и хубава гора, разположена на север от селото и представляваща последната пола на Сакар планина.

## Културни и природни забележителности
Съборът на Равна Гора е всяка година на Спасовден (40 дни след Великден).

## Личности
- Иван Димитров (р. 1947), български психолог, професор